# مک بارلو
مک بارلو (انگلیسی: Mac Barlow؛ زادهٔ ۳۱ مهٔ ۱۹۶۷) بازیکن فوتبال اهل بریتانیا است.